# Zgrada, Tomislavov trg 9 (Samobor)
Zgrada na Tomislavovom trgu 9, građevina u mjestu i gradu Samobor, zaštićeno kulturno dobro.

## Opis
Slobodnostojeća prizemnica pravokutnoga tlocrta smještena je na istočnoj strani središnjega trga. Građena je u 18. stoljeću te predstavlja rijedak primjer barokne semiruralne arhitekture u povijesnoj jezgri. Unutrašnji prostor podijeljen je na četiri prostorije zaključene bačvastim svodovima s lomljenim i spojenim susvodnicama te drvenim otvorenim grednikom. Prozorski otvori na sjevernom pročelju zaključeni su segmentnim okvirima sa zaglavnim kamenom u sredini. Uz južno pročelje, ostakljenu drvenu galeriju, dograđena je terasa koja premošćuje Gradnu, formirajući slikovit mikroambijent.

## Zaštita
Pod oznakom 4723 zaveden je kao nepokretno kulturno dobro - pojedinačno, pravna statusa zaštićena kulturnog dobra, klasificirano kao "sakralna graditeljska baština".